# Dysyncritus nubilis
Dysyncritus nubilis är en insektsart som beskrevs av Goding. Dysyncritus nubilis ingår i släktet Dysyncritus och familjen hornstritar. Inga underarter finns listade i Catalogue of Life.